# Royal Institution

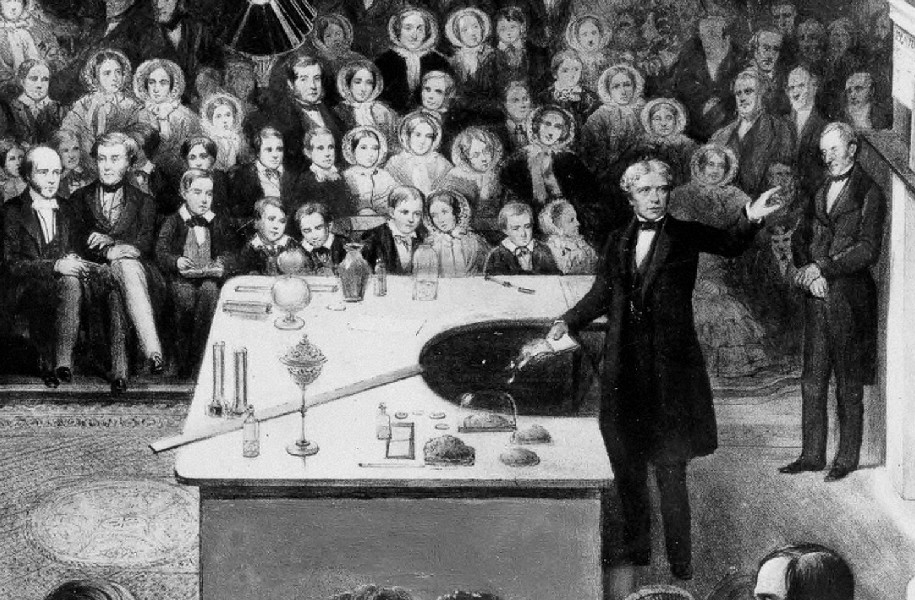
Letture natalizie della Royal Institution nel 1856

La Royal Institution of Great Britain (spesso abbreviata come Royal Institution o RI) è un'organizzazione di educazione scientifica e ricerca con sede a Londra. Fu fondata nel 1799 dai maggiori scienziati britannici del tempo, tra cui Henry Cavendish ed il suo primo presidente, George Finch, per "diffondere la conoscenza e facilitare l'introduzione generale di utili invenzioni meccaniche e miglioramenti; e per insegnare, tramite corsi di letture filosofiche ed esperimenti, l'applicazione della scienza alla vita comune." Molti dei suoi fondi iniziali e la proposta della sua fondazione vennero dalla Society for Bettering the Conditions and Improving the Comforts of the Poor (Società per il miglioramento delle condizioni e delle comodità dei poveri), sotto la guida del filantropo Sir Thomas Bernard e dello scienziato Sir Benjamin Thompson, Conte di Rumford. Sin dalla sua fondazione la sua sede si trova su Albemarle Street a Mayfair. Il suo Royal Charter fu concesso nel 1800.